# Hospital Italiano de Haifa
El Hospital Italiano de Haifa (en italiano: Ospedale Italiano (en hebreo: בית החולים האיטלקי בחיפה) es un centro médico administrado por la Asociación Nacional Italiana de Ayuda a los Misioneros. El hospital fue fundado en 1935. Es administrado por las monjas misioneras franciscanas del Inmaculado Corazón de María.
Un centro de tratamiento oncológico completo se instaló en abril de 2016 en el hospital italiano de Haifa con un simulador de TAC, una sala de radiación de cobalto y un sofisticado software para obtener resultados precisos. El centro reemplazó el viejo sistema analógico con un nuevo sistema digital moderno.
El edificio de cuatro pisos fue diseñado por el arquitecto italiano Antonio Barluzzi y tiene aproximadamente 100 camas para pacientes. El centro tiene cuatro departamentos, está especializado en oncología, medicina general, cirugía y rehabilitación ortopédica.
El hospital es dirigido por monjas franciscanas, el personal de enfermería está formado por monjas de la orden de los franciscanos que viven en el hospital.